# Lenguas kongo-yaka-sira
Las lenguas kongo-yaka o kongo-yaka-sira son un grupo propuesto dentro de las lenguas bantúes, que incluys tanto lenguas de zona H como de la zona B (de la clasificación de Guthrie). Presumiblemente estas lenguas formarían una unidad filogenética válida, aunque esto no ha sido demostrado con seguridad. Los tres grupos filogenéticamente probados que formarín parte del grupo kongo-yaka-sira son:
- Lenguas kongo (H.10): Beembe (Pangwa, Doondo, Kamba, Hangala), Ndingi, Mboka, Kikongo, Kongo occidental, Laari (Laadi), Yombe
- Lenguas yaka (H.30-40): Yaka, Suku–Sonde, Mbangala, Shinji (Yungo), (H40) Hungana, (B80) Yansi (posiblemente varias variedades)
- Lenguas sira (B.40): Punu, Bwisi, Varama, Vungu, Shira-Bwali, Sangu, Lumbu, (H.10) Vili, Kunyi.

## Comparación léxica
Los numerales reconstruidos para diferentes ramas de lenguas kongo-yaka-sira son:
| GLOSA | PROTO- KONGO | PROTO- YAKA | PROTO- SIRA | PROTO- KONGO- YAKA |
| ----- | ------------ | ----------- | ----------- | ------------------ |
| '1'   | *mosi        | *mosi       | *-mosi      | *mosi              |
| '2'   | *wali        | *bwadi      | *-badi      | *badi              |
| '3'   | *tatu        | *tatu       | *-tatu      | *tatu              |
| '4'   | *-na         | *wa-na      | *-nə        | *-na               |
| '5'   | *taːnu       | *taːnu      | *-raːnu     | *taːnu             |
| '6'   | *saːmanu     | *saːmanu    | *syamanu    | *syaːmanu          |
| '7'   | *-sambwali   | *-sambwadi  | *-sambwali  | *-sambwadi         |
| '8'   | *naːna       | *nana       | *-naːnə     | *naːna             |
| '9'   | *βwa         | *-bwa       | *-vwa       | *-bwa              |
| '10'  | *kuːmi       | *kumi       | *kuːmi      | *kuːmi             |